# Dinastija Aviz
Aviz ili Avis, portugalska vladarska dinastija koja je vladala u razdoblju od 1385. do 1580. godine. Osnivač dinastije bio je Ivan, nezakoniti sin kralja Pedra I. i polubrat Ferdinanda I., posljednjeg portugalskog kralja iz burgundske dinastije.
Dinastija je izumrla i zamijenjena drugom na neobičan način. Za zadnjeg kralja postao je Henrik (r. 1512.) koji nije bio predviđen za kralja, jer je bio najmlađi od četvero braće, pa su ga u obitelji uputili u crkvenu karijeru. Braća su umrla prije njega, kao i njihovi muški potomci. Henrik je u međuvremenu postao kardinalom. Prijestolonasljednički položaj zatekao ga je dok je bio na toj duhovničkoj funkciji, pa je morao postati kraljem. Htio se razrediti od svećeničke odore, da bi se mogao oženiti i zasnovati obitelj, no papa Grgur XIII. nije to odobrio. Nakon njega na čelo Portugala došli su Habsburgovci, odnosno kralj Filip I. (po španjolskom brojanju, Filip II.).

## Popis portugalskih kraljevaiz dinastije Aviz
- Ivan I. Dobri, 1385. – 1433.
- Eduard I. Filozof, 1433. – 1438.
- Alfons V. Osvajač, 1438. – 1481.
- Ivan II., 1481. – 1495.
- Manuel I. Sretni, 1495. – 1521.
- Ivan III. Pobožni, 1521. – 1557.
- Sebastijan, 1557. – 1578.
- Henrik II., 1578. – 1580.
- Antun I., 1580.

## Vanjske poveznice
- Avis Hrvatska enciklopedija